# Campephilus
Campephilus este un gen de ciocănitori americane mari din familia Picidae.

## Taxonomie
Genul Campephilus a fost introdus de zoologul englez George Robert Gray în 1840, specia tip fiind ciocănitoarea cu cioc de fildeș⁠(d) (Campephilus principalis). Numele genului combină greaca veche kampē care înseamnă „omidă” și philos care înseamnă „iubitor”. Genul este plasat în tribul Campephilini în subfamilia Picinae și este taxon soră⁠(d) cu o cladă care conține ciocănitori din Asia de Sud-Est din genurile Chrysocolaptes, Blythipicus și Reinwardtipicus.

### Specii
Genul conține 12 specii:
- Campephilus pollens
- Campephilus splendens
- Campephilus haematogaster
- Campephilus rubricollis
- Campephilus robustus
- Campephilus melanoleucos
- Campephilus gayaquilensis
- Campephilus guatemalensis
- Campephilus leucopogon
- Campephilus magellanicus
- Campephilus principalis
- Campephilus imperialis

## Galerie

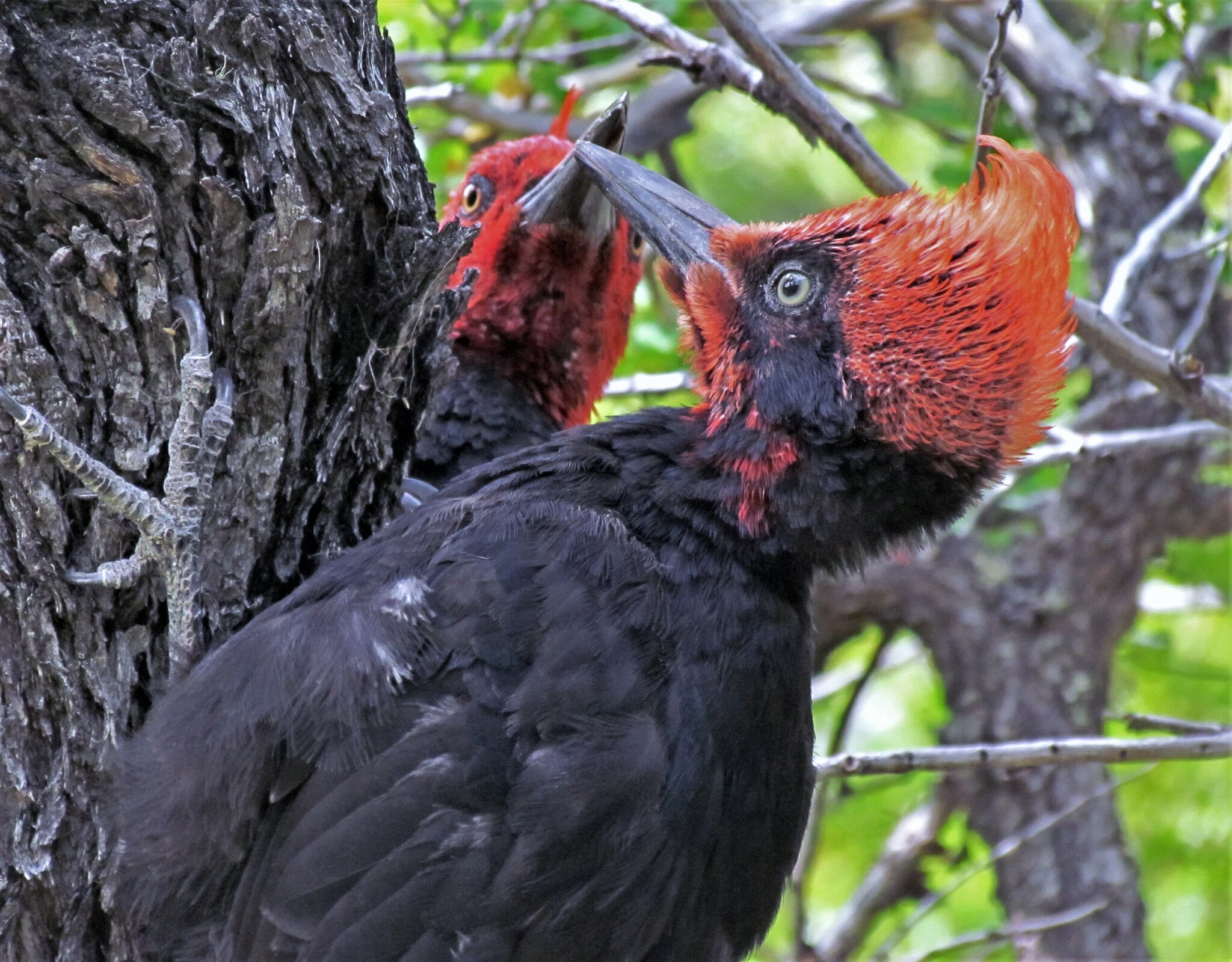
Campephilus magellanicus
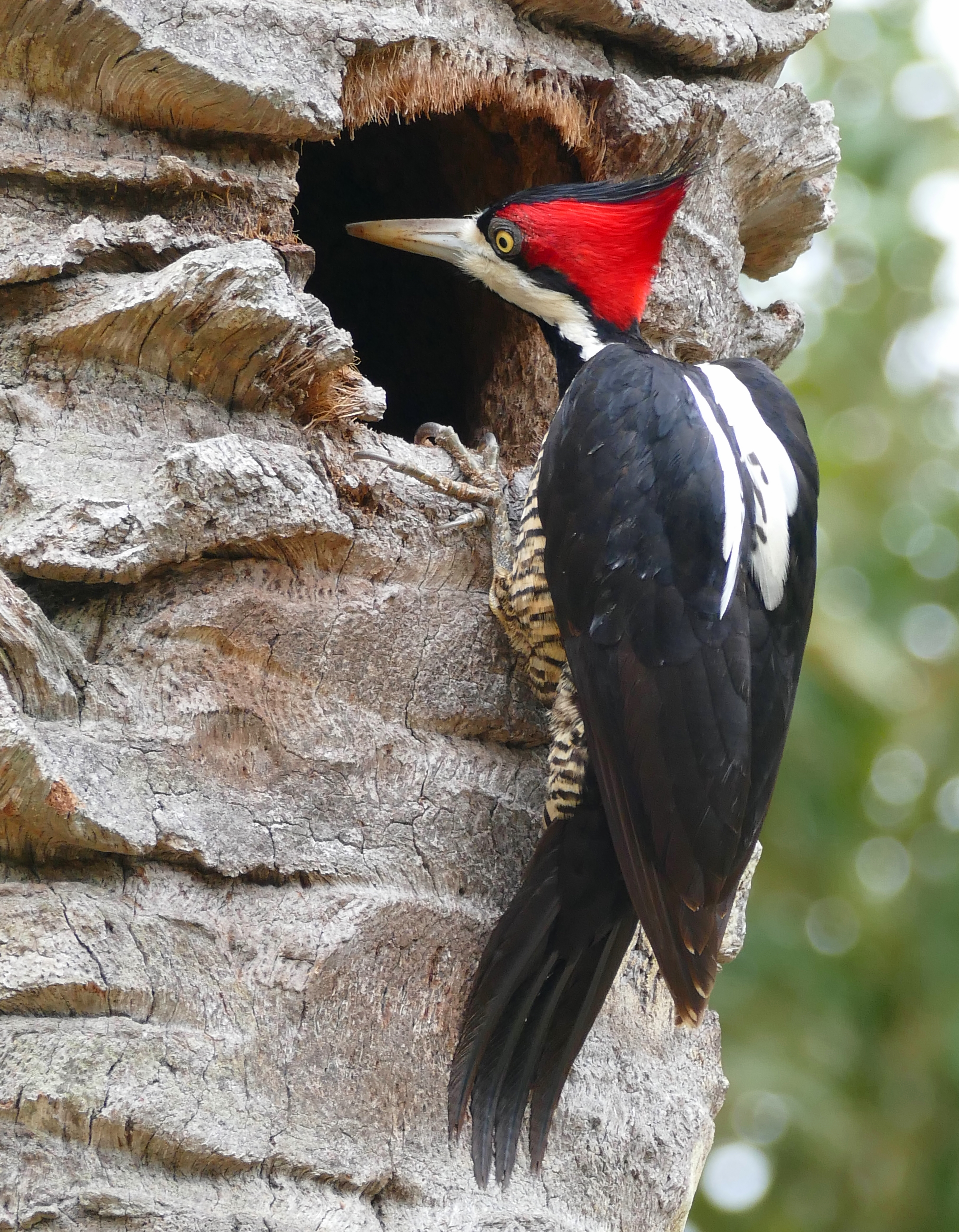
Campephilus melanoleucos
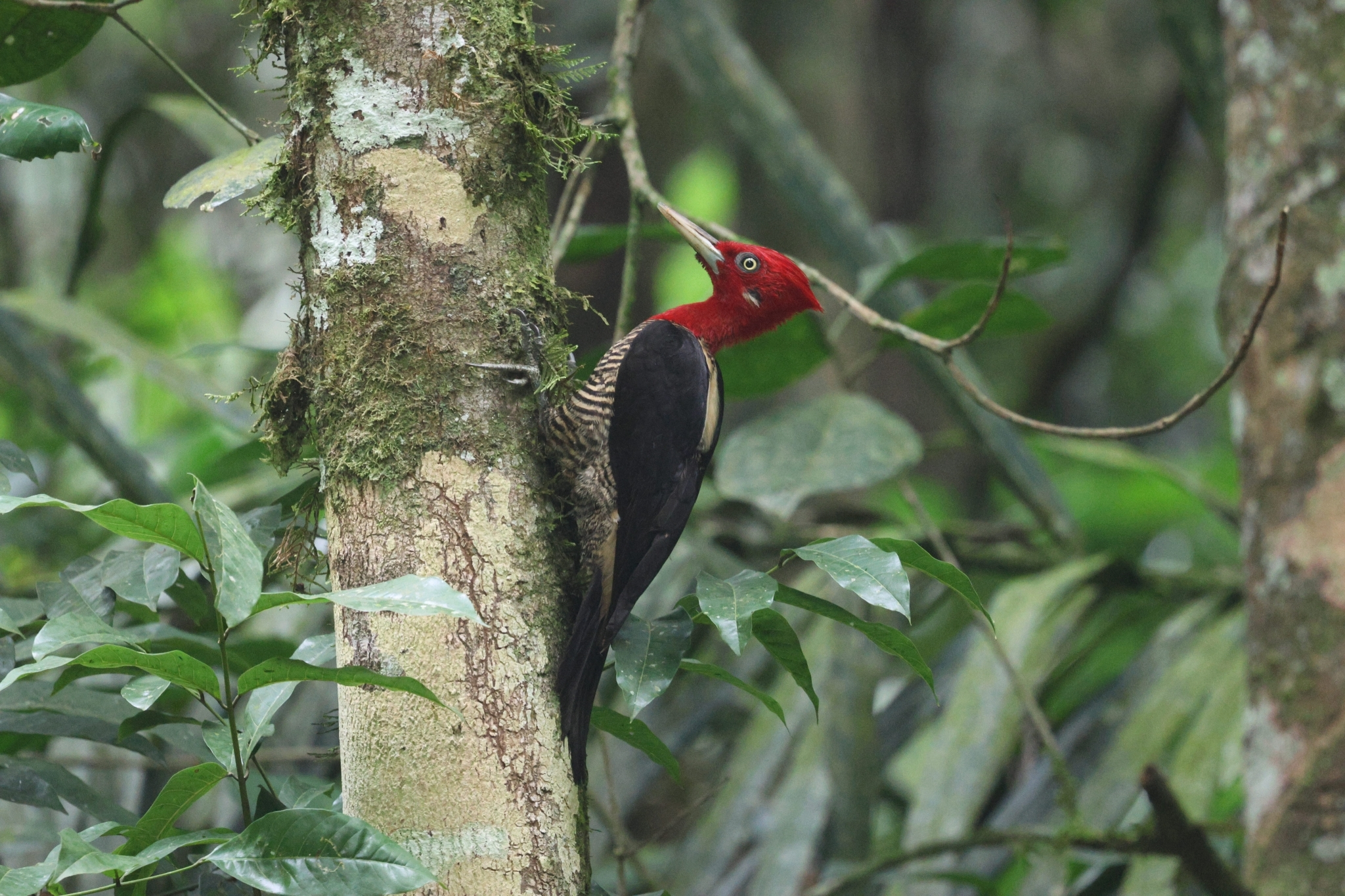
Campephilus robustus
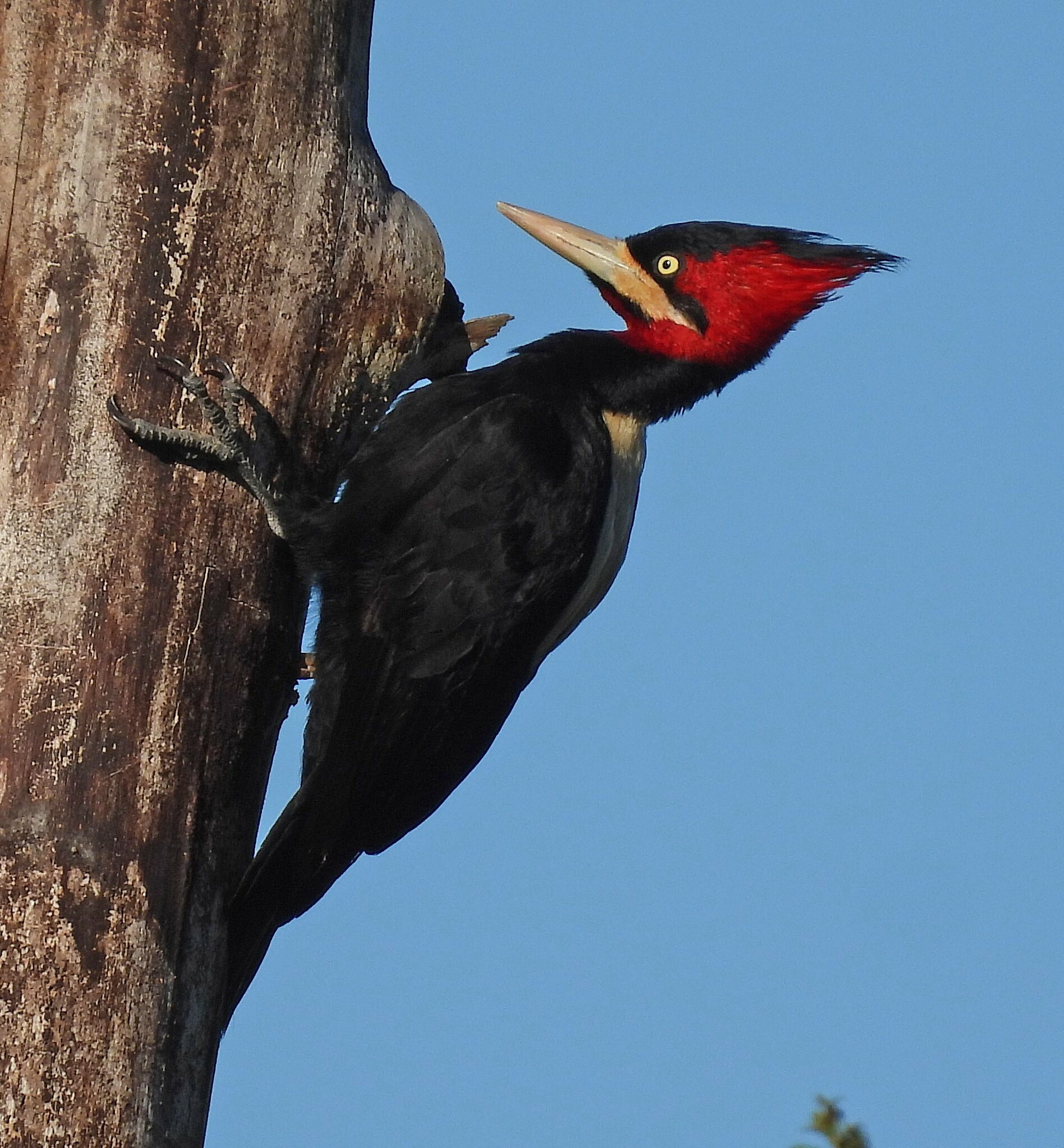
Campephilus leucopogon